# Cereixido (Fonsagrada)
Cereixido (llamada oficialmente Santiago de Cereixido) es una parroquia y una aldea española del municipio de Fonsagrada, en la provincia de Lugo, Galicia.

## Organización territorial
La parroquia está formada por nueve entidades de población:

### Entidades de población
Entidades de población que forman parte de la parroquia:
- Bao (O Vao)
- Cereixido
- Pando (O Pando)
- Santa Xulia (Santa Xuiá)
- Santiso
- Souto
- Vilarón (O Vilarón)

### Despoblados
Despoblados que forman parte de la parroquia:
- Tabueiro (O Taboeiro)
- Touceiro (O Touceiro)

## Demografía

### Parroquia
| Gráfica de evolución demográfica de Cereixido (parroquia) entre 2000 y 2019 |
|                                                                             |
| Datos según el nomenclátor publicado por el INE.                            |

### Aldea
| Gráfica de evolución demográfica de Cereixido (aldea) entre 2000 y 2019 |
|                                                                         |
| Datos según el nomenclátor publicado por el INE.                        |